# Pareronia boebera
Pareronia boebera is een vlindersoort uit de familie van de Pieridae (witjes), onderfamilie Pierinae.
Pareronia boebera werd in 1821 beschreven door Eschscholtz.